# チキンライス
チキンライス (英: Chicken rice)とは、鶏肉を使用した米飯料理。日本、および東南アジアで食されているが、日本のものと東南アジアのものは大きく異なる。

## 日本

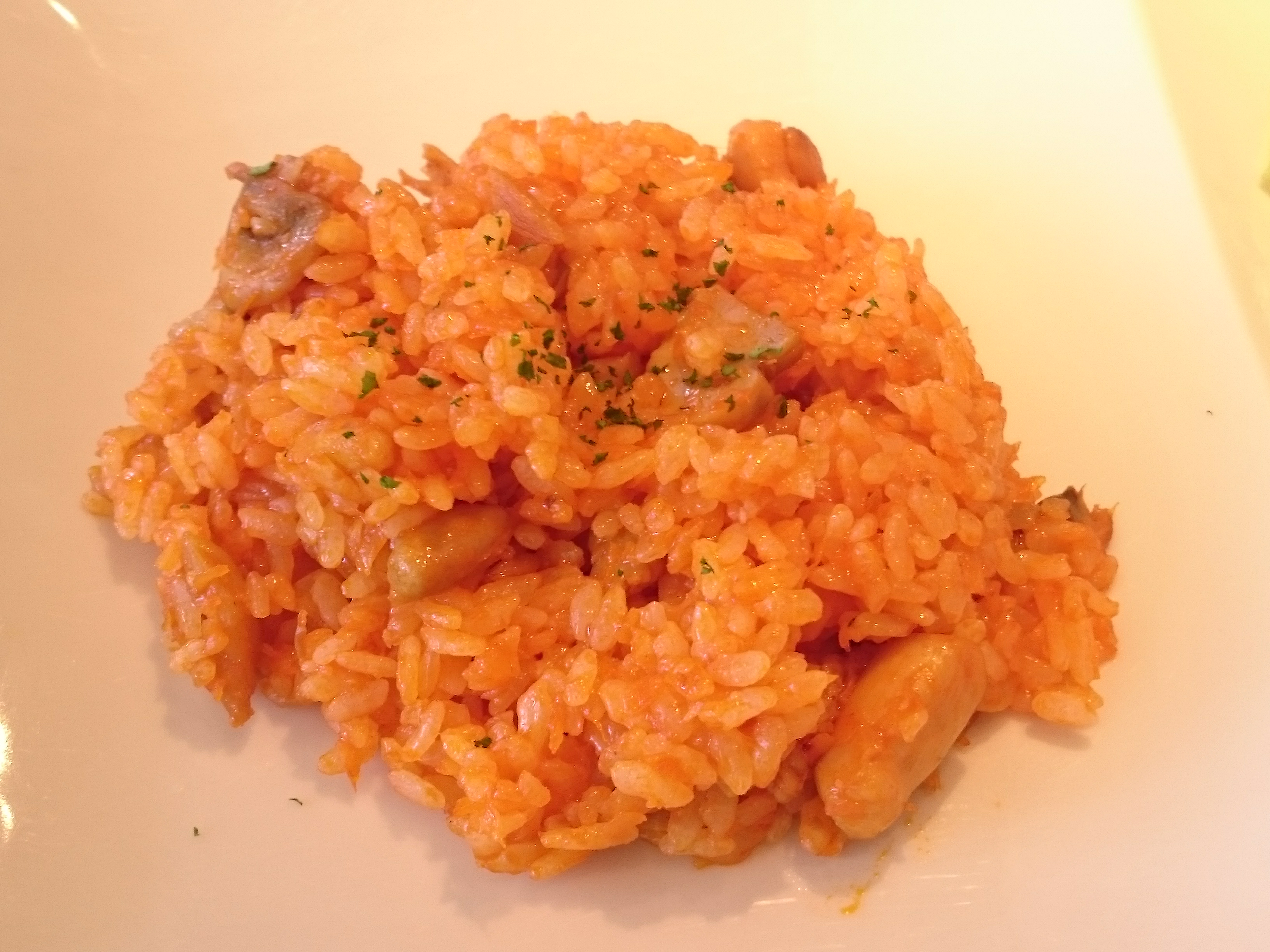
資生堂パーラーのチキンライス

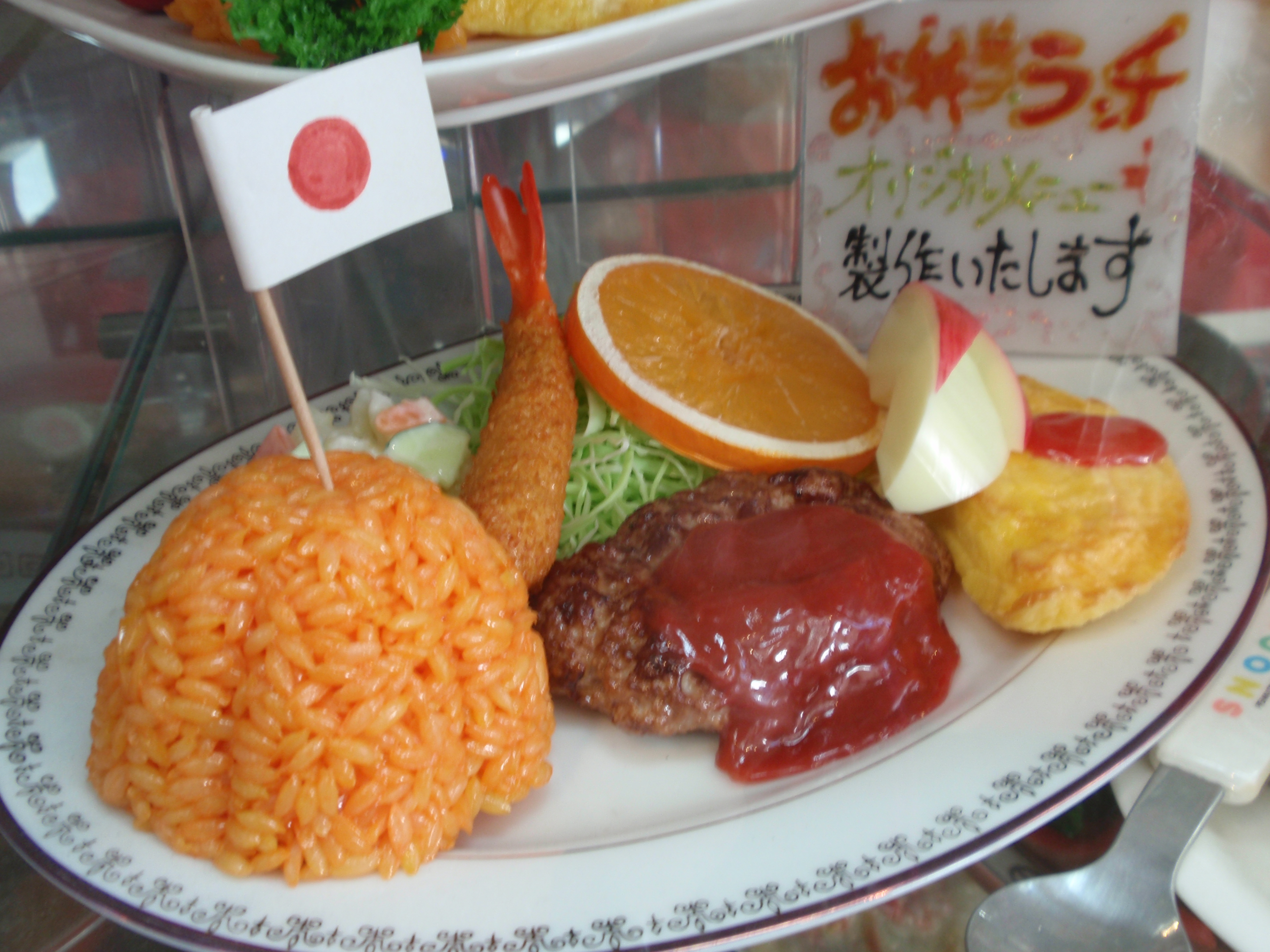
お子様ランチにおけるチキンライスの例

鶏肉入りの洋食。ケチャップライスとして認識されている。
日本発祥の洋食のひとつとされており、味付けには大抵の場合においてトマトケチャップが用いられる。基本的な具材としては鶏肉、玉葱、マッシュルームなどが挙げられ、これらをみじん切り、あるいは小さな賽の目切りにして米飯と合わせた料理である。一般的な作り方はフライパンで調理し、最後にトマトケチャップを加えて仕上げるという方法であるが、油で炒めず炊飯器で調理したり、トマトケチャップ以外の調味料で味付けされる場合もある。一例として、資生堂パーラーのチキンライスはトマトケチャップを使用せず、鶏肉と玉葱、マッシュルームをトマトソースで煮込んだものを米飯と炒め合わせて作る。
お子様ランチの典型的イメージの一つとして、山形に盛られたチキンライスの上に小さな飾りの旗を立てる、という盛りつけがある。
味付けの黄金比の一例は、無塩バター1、ウスターソース1、トマトケチャップ9の「1対1対9」である。
薄焼き卵で包めば「オムライス」となる。

### 歴史
『手軽西洋料理』（1885年、クララ・ホイットニー著）、『家庭之友』（1903年）、『四季毎日三食料理法 冬の部』（1909年）に記載されているチキンライスは、トマトを使用しておらず、ピラフ風の料理である。『家庭料理講義録』（1914年）記載のチキンライスは味付けにカラメルを用いており、『海軍五等主厨厨業教科書』（1918年）ではドミグラスソースが用いられている。
銀座煉瓦亭では1904年（明治37年）、1905年（明治38年）ぐらいにメニューに加わっているが、塩、コショウをベースにした味付けで赤くはなかった。
『月刊食道楽』1906年（明治39年）2月号記載のチキンライスはトマト味のシチューを白いご飯にかけるタイプである。
『家庭応用洋食五百種』（1907年、赤堀吉松ほか、新橋堂書店）、『西洋料理法 活用』（1907年、家田啓造）には鶏肉の具とトマトの裏ごしとご飯で作るチキンライスの記載がある。『婦女典範実用家庭顧問』（1918年、啓文社出版部）に記載のものは鶏肉と具材を炒めた鍋にトマトの裏ごしとご飯を入れてパラパラになるまで火を通してつくるものである。
明治期に鎌倉ハムなどが創業され、ハムが人気商品となるとハムとご飯を合わせたハムライスが流行する。大正末期にはトマト風味の具とソースが入った「ハムライスの素」が鎌倉ハムなどから発売され、人気商品となった。その姉妹品として、鶏肉を用いる「チキンライスの素」も発売されている。
明治、大正期には上述したようにさまざまな「チキンライス」が混在しており、その「素」が製品化されるほどには普及していたことがうかがわれる。

## 東南アジア
東南アジアのチキンライスは、ゆでた鶏肉と、そのゆで汁で炊いたご飯に、唐辛子やショウガのソースをかけて食べる料理。
シンガポール、タイ、マレーシアでは名物料理として親しまれているがソースは全く異なる。
中国海南島出身の華僑が東南アジアの各国に広めたのが原型と言われる。
シンガポール
国民の大多数が華人・華僑のシンガポールにおける海南鶏飯は最も原型に近いとされる。
屋台、ショッピングモール、レストラン、ホテルダイニングなど国中至る所で提供されているシンガポールの国民食。
ソースには中国黒醤油、チリソース、ジンジャーソースがそれぞれ用意され、客が好みで使用する。
鶏肉は軟らかいものが好まれる。
日本では「シンガポールチキンライス」とも呼ばれている。日本人は海南鶏飯をチャーハンにアレンジすることもある。

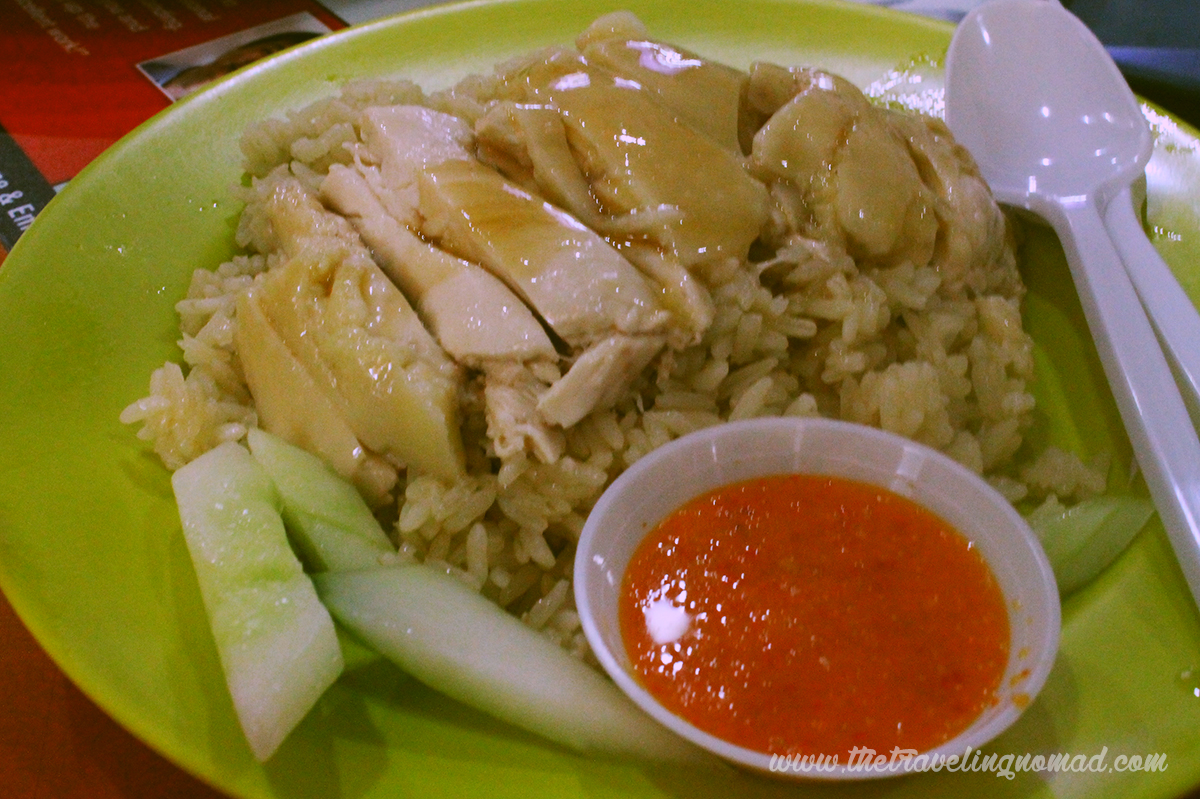
「天天海南鶏飯　マックスウェルフードセンター店」（ミシュランガイド・シンガポール「ビブグルマン」連続受賞）
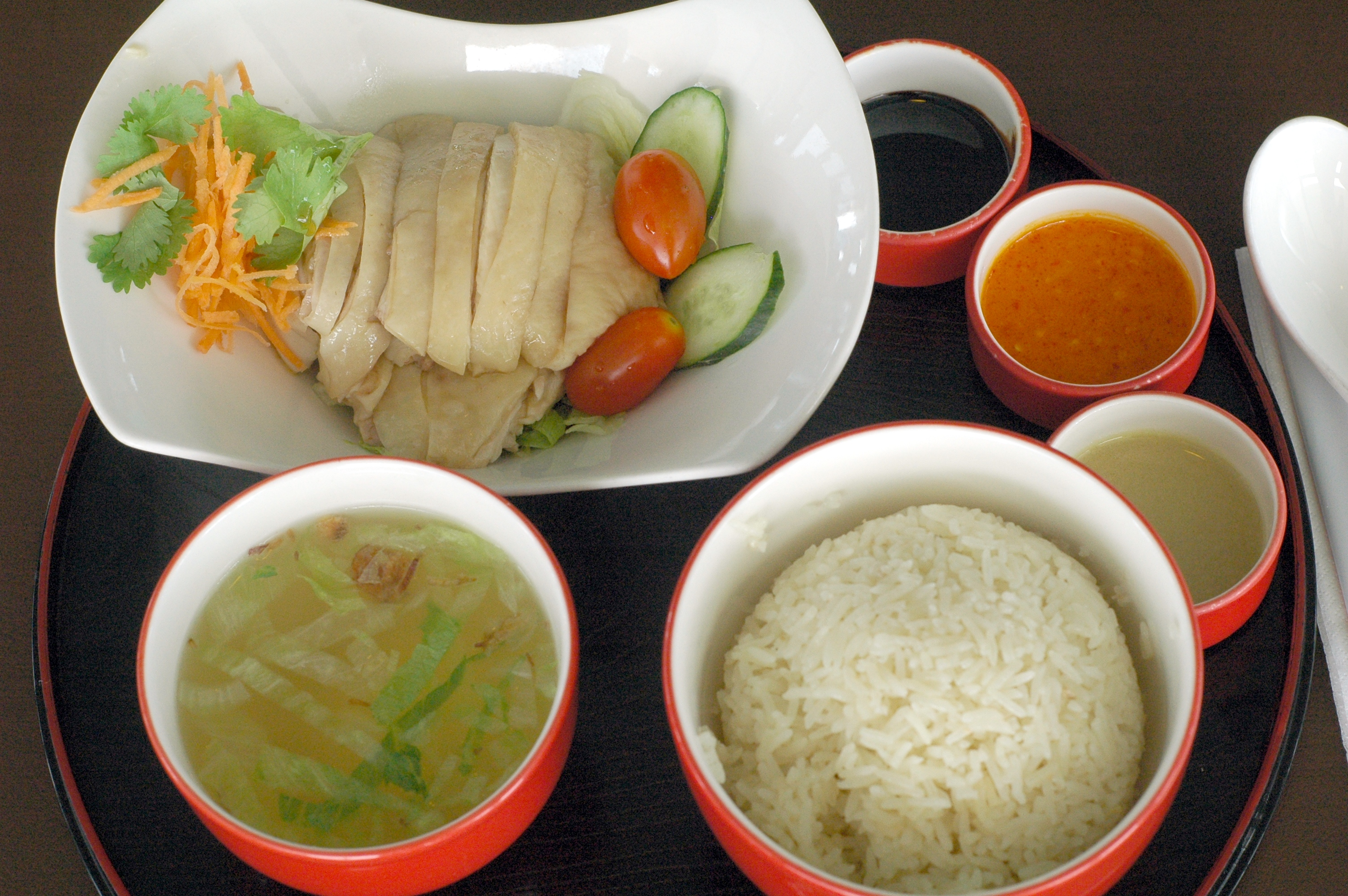
オーチャードのヒルトンホテル5階に出店した海南鶏飯の老舗「チャターボックス」（シンガポール観光局主催「ベスト・チキンライス賞」複数回授賞）

タイ
カオマンガイとして知られる。
ソースにはタオチオ（豆豉を用いたソース）に生ニンニク、ショウガ、パクチーの根などを加えたものを用いる。
マレーシア
シンガポールと同様のチキンライスが多いが、各地域ごとに独自に工夫された「ご当地チキンライス」が多数存在する。
独自に発展したナシアヤムの人気も高い。
ソースは、（店にもよるが）客が自分の好みでブレンドするのではなく、店が用意したチリソースにトマトやパプリカを加えたもののみの事が多い。
鶏肉はゆでた後、ハチミツと中国黒醤油のタレに漬け込み、さらにオーブンでローストする。鶏肉の水分が飛ぶことで、肉が引き締まる。